# 157年
| 千纪： | 1千纪                                                                                           |
| 世纪： | 1世纪 \| 2世纪 \| 3世纪                                                                         |
| 年代： | 120年代 \| 130年代 \| 140年代 \| 150年代 \| 160年代 \| 170年代 \| 180年代                       |
| 年份： | 152年 \| 153年 \| 154年 \| 155年 \| 156年 \| 157年 \| 158年 \| 159年 \| 160年 \| 161年 \| 162年 |
| 纪年： | 丁酉年（鸡年）；东汉永寿三年                                                                    |

## 各国领袖

### 非洲
- 库施
  - 国王：Tarekeniwal（155年－170年）

### 亚洲
- 中国
  - 东汉：
    - 皇帝：汉桓帝（146年－168年）
- 朝鲜
  - 百济：
    - 国王：盖娄王（128年－166年）

  - 高句丽：
    - 国王：次大王（146年－165年）

  - 新罗：
    - 国王：阿达罗尼师今（154年－184年）

### 欧洲
- 高加索伊比里亚
  - 国王：法斯曼三世（145年－185年）
- 罗马帝国
  - 皇帝：安敦宁·毕尤（138年－161年）

### 中东
- 奥斯若恩
  - 国王：Ma'nu VIII bar Ma'nu（139年－163年）
- 安息
  - 国王：沃洛吉斯四世（147年－191年）

## 出生
- 華歆
- 荀攸
- 夏侯惇